# Centro de Controle de Missão SDSC SHAR
O Centro de Controle de Missão SDSC SHAR, é a denominação atribuída ao centro de controle responsável pelas missões espaciais indianas, localizado a 6 km do Centro Espacial de Satish Dhawan entre as cidades de Paliacate e Minjur.
O CCM SDSC SHAR, subordinado a Organização Indiana de Pesquisa Espacial e inaugurado em 2 de Janeiro de 2012, foi equipado com dispositivos no estado da arte da tecnologia para atender os requisitos das missões mais recentes do programa espacial da Índia. Entre as instalações disponíveis, destacam-se: Circuito fechado de TV multicanal, sala de controle da missão, rede de comunicação em tempo real, sala de videoconferência, 38 consoles distribuídos em 4 fileiras, 5 monitores de 150 polegadas. Tudo isso agregado a um centro de controle de lançamento.

## Imagens
- Visão externa do CCM SDSC SHAR - 1
- Visão externa do CCM SDSC SHAR - 2
- Visão interna do CCM SDSC SHAR - 1
- Visão interna do CCM SDSC SHAR - 2